# Бока (співак)
Борис Аркадійович Давидян (вірм. Борис Аркадійович Давидян, 28 квітня 1949, Баку, Азербайджанська РСР — 21 липня 2020, Лос-Анджелес, США), більш відомий як Бока — радянський співак і автор-виконавець.

## Біографія
Народився 28 квітня 1949 року в місті Баку, в вірменській сім'ї. Батько — Аркадій Вартанович, учасник Другої світової війни, працював майстром на заводі. Мати — Маргарита Артемівна, біолог. Бока рано втратив матір.
З дитинства цікавився музикою, закінчив музичну школу. Навчався та отримав диплом Ташкентського автодорожнього інституту.
У Єревані 1972 року записав свій перший музичний альбом. У радянські роки став дуже популярним солістом у любителів шансону. У його альбомах більшість пісень — його власний витвір, хоча він співав також композиції Володимира Висоцького та Аркадія Північного . Свої пісні виконував із особливим східним колоритом. Деякі джерела називають його класиком шансону.
У 1988 році він відвідав США в туристичній поїздці і записав там свій новий і популярний альбом «Доля злодійська». Головна композиція цього альбому стала хітом.
Вимушений був залишити Баку під час подій на національному ґрунті у грудні 1989 року. На початку 1996 року проживав у Єревані . Випустив низку музичних альбомів. У цьому ж році брав участь у прямому ефірі на радіостанції Маяк .
У 1995 році на Давидяна було заведено кримінальну справу за зберігання зброї, що спричинило його еміграцію в США. Багато виступав у місцях ув'язнення, гастролював світом. Постійно проживав у Лос-Анджелесі . У Давидяна дружина, син, дві дочки та четверо онуків. Один із них — популярний співак Жока.
21 липня 2020 року помер у Лос-Анджелесі після тривалої хвороби легень у віці 71 року.

## Досягнення та нагороди
- " Шансон року-2006 " за пісню «Молодість» (номінант від США)[13] ;
- " Шансон року-2007 " за пісню «Душа моя»[14] .

## Дискографія
- 1972 р. Перший концерт
- 1973 р. Другий концерт
- 1974 р. Третій концерт
- 1979 р. Четвертий концерт у Баку
- 1981 р. П'ятий концерт «Знову у Тбілісі»
- 1982 р. Шостий концерт (за участю Ісаака Ландера та Гаріка Казаряна)
- 1988 р. Частка злодійська
- 1993 р. Ностальгія (вірм. Կարոտ)
- 1995 р. Згадка
- 1996 р. Привіт із Америки
- 1997 р. Для всіх друзів
- 2002 р. Мам, я твій син…
- 2003 р. Мій батько
- 2005 р. Концерт у місті Володимирі (DVD)
- 2006 р. Концерт у «Лісовому» (DVD)
- 2007 р. Моя частка
- 2008 р. Моє місто
- 2011 р. Ціна життя
- 2016 р. Жити і любити

### Пісні-хіти
- «Алі-Баба» (1996)
- «Біженці» (1995)
- «В очах туман» (1997)
- «Вино у келиху» (1999)
- «Де ти, юність моя» (1995)
- «Джана» (1999)
- «Долина сонця» (1995)
- «Доля злодійська» (1975)
- «Ду-ду» (2003)
- «Душа моя» (2007)
- «Зараза» (1997)
- «Дзвонить дзвінок» (1980)
- «Колдун» (1998)
- «Мама я твій син» (2006)
- «Молодість» (2006)
- «На що схожі хмари…» (1995)
- «Лист до матері» (1979)
- «Пізньої осінньої пори» (1995)
- «Руда» (1975)
- «Тук-тук» (2003)
- «Цавт танем» (1975)

## Фільмографія
| Рік  |   | Українська назва | Оригінальна назва | Роль                            |
| ---- | - | ---------------- | ----------------- | ------------------------------- |
| 1988 | ф | Мерзотник        | Мерзавец          | вуличний співак                 |
| 1989 | ф | Храм повітря     |                   | співак у ресторані Кисловодська |